# Summer with mosquitoes
Summer with mosquitoes este un film românesc din 2010 regizat de Agnieszka Kowalczyk. Rolurile principale au fost interpretate de actorii Mirela, Rafael.

## Distribuție
Distribuția filmului este alcătuită din:
- Bunica Hana
- Rafael
- Mirela